# Acacia bispinosa
Acacia bispinosa é uma espécie de leguminosa do gênero Acacia, pertencente à família Fabaceae.